# United States Steel
A United States Steel Corporation, mais comumente conhecida como US Steel, é uma siderúrgica americana com sede em Pittsburgh, Pensilvânia  com operações de produção principalmente nos Estados Unidos e em vários países da Europa Central. Foi a 8ª maior produtora de aço do mundo em 2008. Em 2022, foi a 24ª maior produtora de aço do mundo e a segunda maior nos Estados Unidos, atrás da Nucor Corporation.
Embora renomeada USX Corporation em 1986, a empresa foi renomeada para United States Steel em 2001 depois de desmembrar seus negócios de energia, incluindo Marathon Oil e outros ativos de sua principal empresa siderúrgica.
A United States Steel Export Company foi a companhia responsável pela construção da ponte 25 de Abril, que liga Lisboa a Almada.

## Histórico

### Venda
Em dezembro de 2023, foi anunciada a venda da companhia para a Nippon Steel – maior produtora de aço do Japão e quarta maior do mundo – por 14.9 bilhões de dólares. Anteriormente, a empresa já havia rejeitado uma oferta de compra da rival Cleveland-Cliffs por US$ 7.3 bilhões. A Nucor – maior produtora de aço dos Estados Unidos – e a ArcelorMittal – segunda maior produtora de aço do mundo –, também tentaram fazer uma oferta pela siderúrgica. O Comitê de Investimento Estrangeiro nos Estados Unidos (CFIUS) irá analisar a transação, que ainda precisa da aprovação dos acionistas e de órgãos regulatórios.